# Josep Grau i Colell
Josep Grau i Colell (Fígols d'Organyà, 5 de gener de 1937- Barcelona, 24 de febrer de 1995), fou un poeta català, analista literari i activista cultural. Estudià teologia a Suïssa i hi fou capellà. Estudià psicologia a Zuric i ciència de la literatura a Constança (Alemanya). Utilitzà el pseudònim l'Ermità dels Alps. Algunes de les seves obres són Joc d'arrels i d'estels (1965) i Antologia de sacerdots poetes (1975).